# Hydnaceae
Famille
Les Hydnaceae sont une famille de champignons basidiomycètes, de l'ordre des Cantharellales, qui comprend le genre : Hydnum.

## Description
La famille regroupe des champignons à aiguillons (hyménium hydné). Ce n'est pas la seule famille de champignons à aiguillons ; dans d'autres familles (Auriscalpiaceae, Bankeraceae), on trouvera des genres tels que Sarcodon, Hydnellum, Auriscalpium, Pseudohydnum par exemple.

## Liste des genres
D'après la 10e édition du Dictionary of the Fungi (2008), cette famille est constituée des genres suivants :
- Burgoa (le genre contient des espèces anamorphes de Sistotrema)
- Corallofungus
- Cystidiodendron
- Gloeomucro
- Hydnum
- Ingoldiella
- Osteomorpha
- Paullicorticium
- Repetobasidiellum
- Sistotrema